# 大谷勝信
大谷 勝信（おおたに しょうしん、 1878年（明治11年）9月23日-1951年（昭和26年）6月26日 ）は、浄土真宗の僧で、真宗大谷派連枝。同派桑名別院本統寺・大垣別院開闡寺住職。院号は慧日院。法名は厳量。幼名は信麿。別号は皐蘭。

## 来歴
東本願寺第21世法主・大谷光勝（厳如）の九男として生まれる。母は伏見宮邦家親王の四女・和子。
1887年（明治20年）に桑名別院本統寺住職に就任。1898年（明治31年）より大谷瑩誠と中国上海に赴き、東本願寺により杭州・蘇州・南京に創立された日文学堂に関わる。さらに1900年（明治33年）には大垣別院開闡寺住職を兼務。その後も、寺務総長や宗学院院長などの宗派の要職を歴任した。
1951年（昭和26年）6月26日、73歳（享年75）にて逝去。

## リンク
- くわなのご坊さんネット（真宗大谷派桑名別院本統寺）
- 真宗大谷派大垣別院開闡寺 - ウェイバックマシン（2001年5月2日アーカイブ分）